# OFK Bar
OFK Bar este un club de fotbal muntenegrean cu sediul în Bar. A fost fondată în 2001 și joacă meciurile de acasă pe Stadionul Topolica.